# Трохимович Ольга Віталіївна
О́льга Віта́ліївна Трохимо́вич — українська науковиця-медикиня та винахідниця, доктор медичних наук, старша наукова співробітниця.
Авторка 91 наукової праці, з них 2 монографії, зареєстровано 3 патенти.
Наукові дослідження провадить в таких напрямах:
- лікування жінок з ранніми репродуктивними втратами та безплідністю
- ендоскопічні методи діагностики і лікування гінекологічної патології.

### Серед робіт
- «Корекція порушень репродуктивного здоров'я у молодих жінок з гіперандрогенією на тлі запальних захворювань геніталій», дисертація кандидата медичних наук, 2006
- «Ранні втрати вагітності: патогенетичні аспекти, діагностичні та лікувальні заходи», дисертація доктора медичних наук, 2015
- «Клініко-ехографічні особливості перебігу ранніх втрат вагітності», співавтор М. В. Бражук
- «Сучасний підхід до лікувальної тактики загрозливого викидня ранніх термінів гестації», 2015, у співавторстві

Серед зареєстрованих патентів: «Спосіб корекції метаболічних порушень у жінок з лейоміомою матки на тлі хронічних запальних захворювань органів малого таза», 2016, співавторки — Даниленко Олена Григорівна, Корнацька Алла Григорівна, Овчар Інна Володимирівна, Ракша Ірина Іванівна, Чубей Галина Валеріївна.